# Jacob de Wit
Jacob de Wit (Ámsterdam, Países Bajos, 19 de diciembre de 1695 - Ibídem, 12 de noviembre de 1754) fue un artista neerlandés y decorador de interiores que pintó muchas escenas religiosas.

## Biografía
Jacob de Wit nació en Ámsterdam y se hizo famoso por sus pinturas en puertas y techos. Él vivió en el Keizersgracht de Ámsterdam, y muchos de los edificios de la zona todavía conservan pinturas de la puerta o del techo hechas por él. Dado que muchas de las familias que vivían en Ámsterdam en aquellos días tenían villas de campo, de Wit también pintó en casas en las zonas de moda de Haarlem y el río Vecht.
De acuerdo con el RKD fue alumno de Albert van Spiers en Ámsterdam y Jacob van Hal en Amberes, donde se convirtió en miembro de la Guilda de San Lucas en 1714. Mientras que en Amberes hizo una serie de acuarela bosqueja de los techos de Rubens en la iglesia de San Carlos Borromeo en Amberes. Después de que la iglesia fuera alcanzada por un rayo en 1718, éstos se convirtieron en un documento histórico, y su pupilo Jan Punt grabó más adelante sus bosquejos y los publicó en 1751.
Sus alumnos fueron Jan de Groot (pintor de La Haya), Dionys van Nijmegen, Jan Punt, Pieter Tanjé y los hermanos Frans y Jacob Xavery. Jacob de Wit murió en Ámsterdam en 1754. Tako Hajo Jelgersma era su seguidor.

## Principales obras
- Bautismo de Cristo en el Jordán] - Tiza y dibujo de pluma
- Adoración de los Pastores (1726) - Óleo sobre lienzo
- Sagrada Familia y Trinidad, también: El retorno de Egipto (1726) - Óleo sobre lienzo
- Alegoría de transitoriedad (1733) - Óleo sobre lienzo

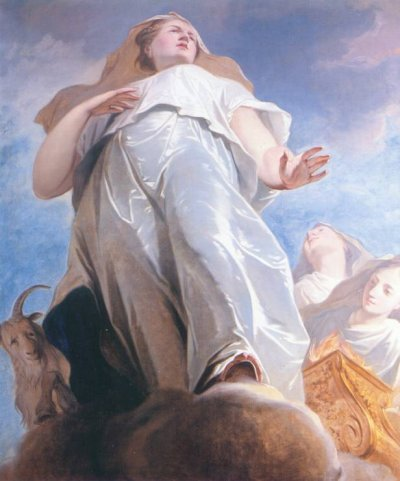
Plafondstuk (Pedazo de techo) por Jacob de Wit, Herengracht 366, Ámsterdam
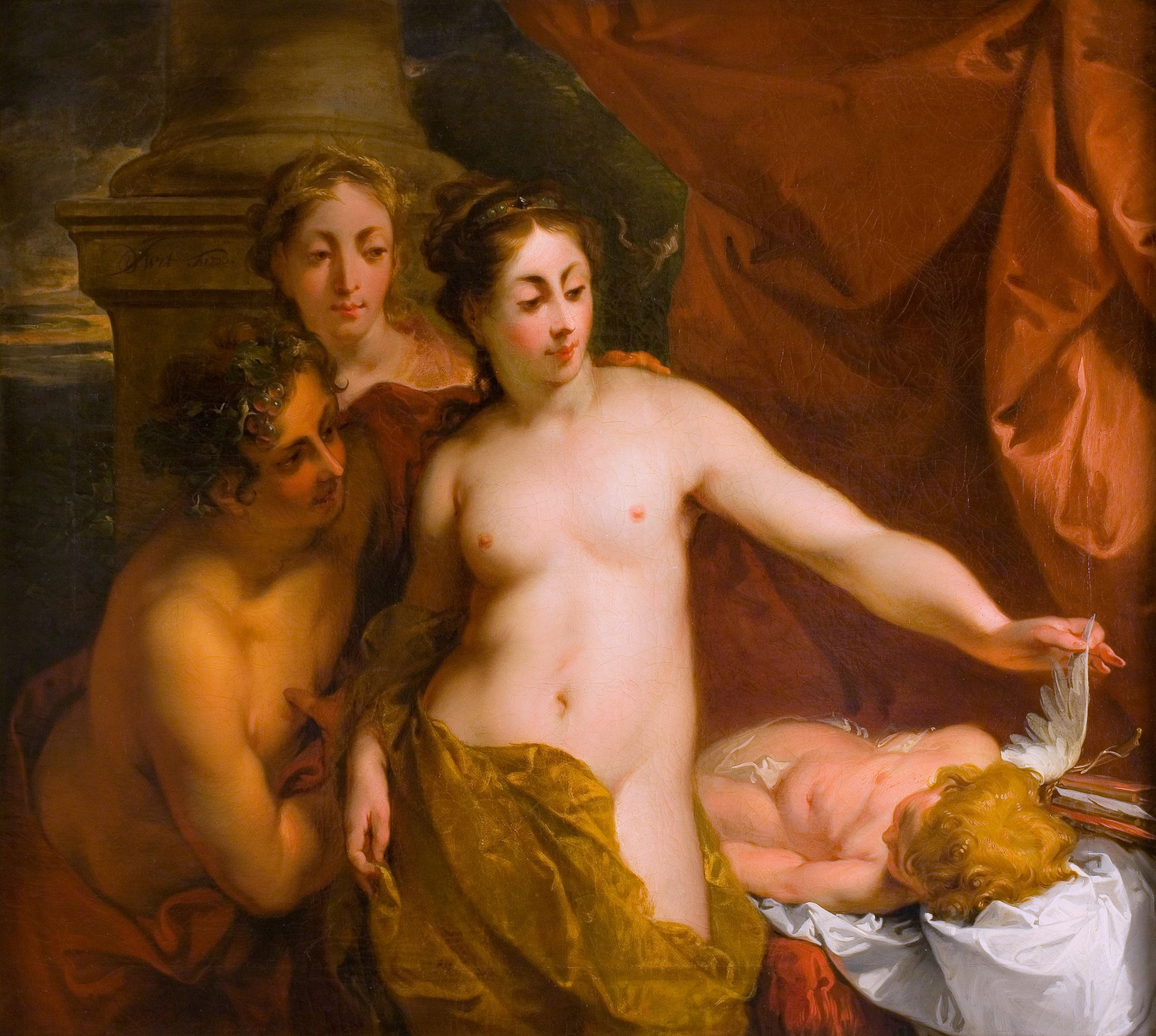
Venus, Baco en Ceres met slapende Amor, 1720
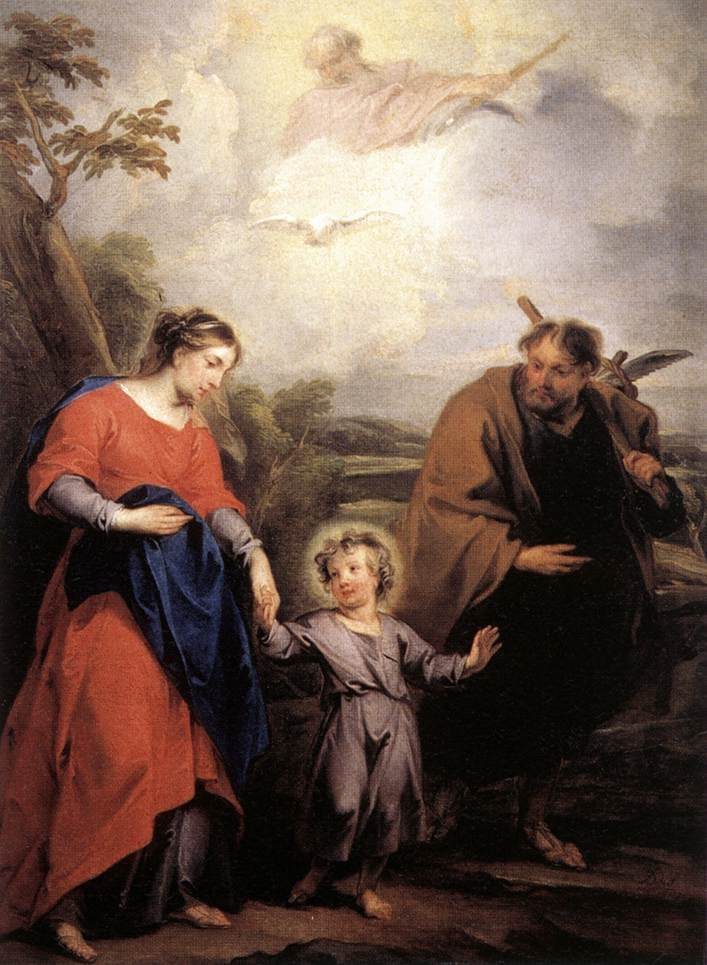
De terugkeer uit Egypte, 1726
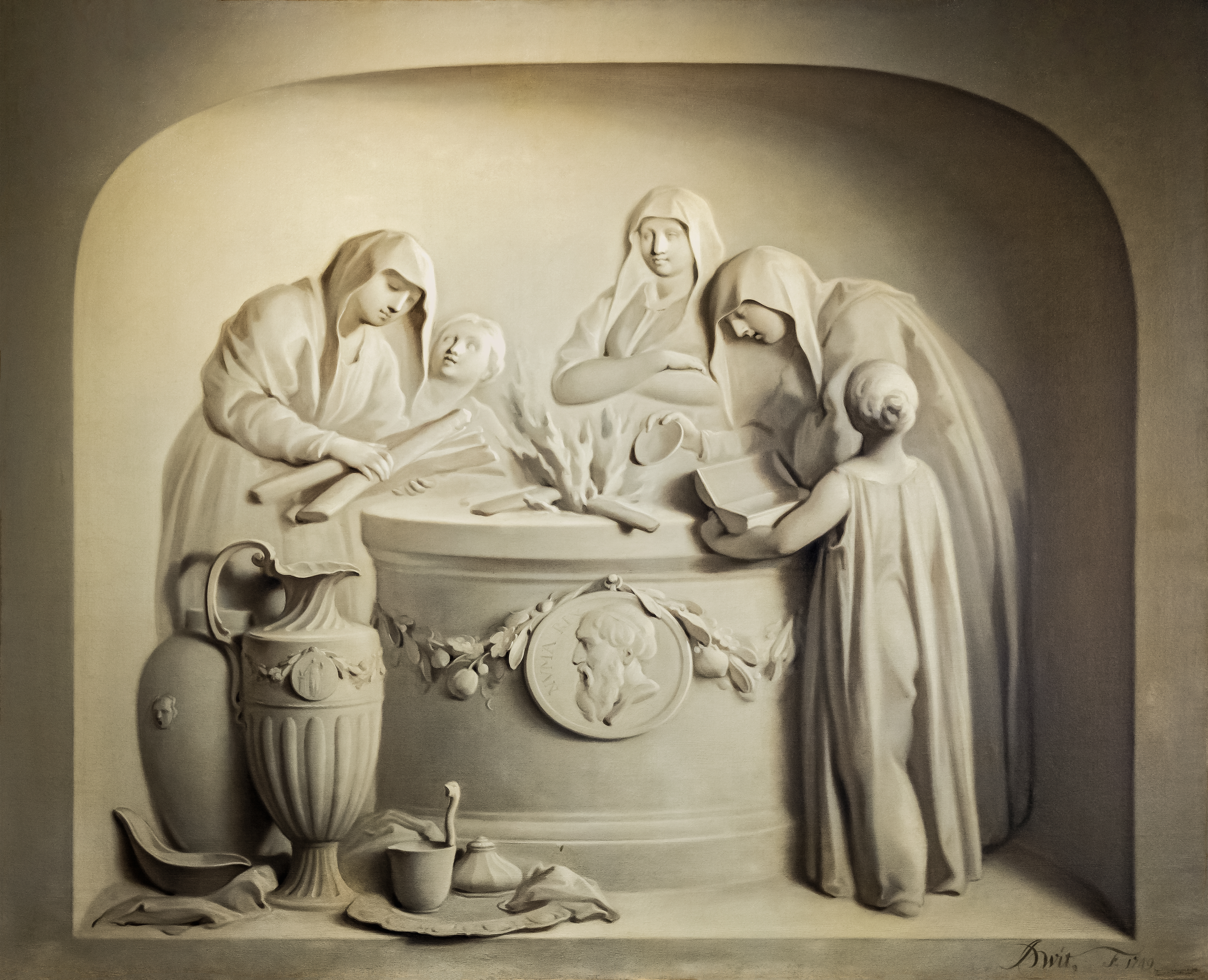
Vestales Montauban, 1749